# Marc Albrighton
Marc Kevin Albrighton (Tamworth, Inglaterra, Reino Unido, 18 de noviembre de 1989) es un exfutbolista británico que jugaba de centrocampista.
El 21 de diciembre de 2011 marcó el gol número 20 000 de la Premier League al empatar el partido ante el Arsenal F. C.

## Trayectoria
Durante la pre-temporada 2009-10, Albrighton fue incluido en el plantel que jugó en el torneo amistoso de pretemporada, la Copa de la Paz 2009, en el que anotó su primer gol para el club en la victoria por 3-1 sobre el Atlante. Jugó en la Copa de la Paz. Villa final en la que los italianos Juventus venció por 4-3 en la tanda de penaltis.
Albrighton hizo su debut en la Liga Premier en la jornada inaugural de la temporada 2009-10 ante el Wigan Athletic en Villa Park, de entrar como sustituto de medio segundo. El 24 de septiembre de 2009, Albrighton extendió su contrato con Villa, su club de la infancia, por tres años. El 29 de diciembre de 2009, hizo su segunda aparición en primera división para el equipo de Villa en primer lugar, de entrar como sustituto de la segunda mitad ante el Liverpool. Poco después del partido, el exjefe de Villa Martin O'Neill admite que Albrighton junto con sus jóvenes compañeros Nathan Delfouneso y Ciaran Clark fueron objeto de numerosas ofertas de préstamos de los clubes de toda la temporada. Sin embargo, pasó a declarar su creencia de que el trío era lo suficientemente bueno para aprender su oficio en la periferia de la parte Aston Villa.
Después de una buena pretemporada, Albrighton hizo su primera Liga Premier en el primer partido de la temporada 2010-11 ante el West Ham United, el 14 de agosto de 2010. En este juego le ayudó a dos goles en la victoria por 3-0 Villa. Albrighton también hizo una carrera que llevó a la asistencia del gol de Barry Bannan en el empate 1-1 de Villa contra el Rapid de Viena en la 1ª ronda de la UEFA Europa League el 19 de agosto. Él anotó su primer gol de Villa Premier League contra el Tottenham Hotspur, el 2 de octubre de 2010. Fue expulsado ante el Burnley en la Copa de la Liga el 27 de octubre de 2010 por lo tanto, perdiendo la oportunidad de jugar en el juego siguiente contra rivales locales Birmingham City. El 5 de noviembre 2010 Albrighton firmó un nuevo contrato mantenerlo en el club hasta 2014. El 6 de noviembre Albrighton marcó su segundo gol de la temporada en el empate 1-1 a domicilio ante el Fulhan. El 13 de noviembre de 2010, Albrighton marcó su tercer club para Aston Villa contra el Manchester United. Puso en marcha el juego junto a su compatriota productos academia Barry Bannan, Jonathan Hogg y Gabriel Agbonlahor. Después de poner Aston Villa 2-0 arriba, el juego terminó 2-2. El 23 de noviembre, Albrighton fue gobernado fuera de acción durante tres a cuatro semanas después de su operación de apendicitis, pero hizo su regreso antes de lo previsto en la derrota por 3-0 ante el Liverpool en Anfield el 6 de diciembre, jugando 65 minutos antes de ser sustituido por Robert Pires. Albrighton a continuación, configurar los dos goles para el equipo local en la derrota 2-1 de su rival local West Bromwich Albion en diciembre de 2010.
Albrighton marcó su primer gol de la temporada el 10 de diciembre 2011 de distancia en el Bolton Wanderers. El 21 de diciembre de 2011, que marcó 20.000 de la Premier League gol número 20 000 en casa contra el Arsenal, ganando un 20 000 £ cheque de la liga patrocina Barclays, donados a su organización benéfica elegida, el Hospicio para niños Bellotas es. Luego anotó el primer gol en la victoria por 3-1 ante el Bristol Rovers en la Groundin Memorial de la Copa FA. Durante la victoria 3-2 a Lobos en 21 de enero 2012 Albrighton fue uno de los mejores jugadores en el terreno de juego, la creación de numerosas oportunidades de Villa.
Hizo su primera aparición de la temporada el 25 de septiembre, de entrar como sustituto de Andreas Weimann durante una victoria por 4-2 fuera al Manchester City en la tercera ronda de la Copa de la Liga.En la temporada 2014-15 ficha por el recién ascendido Leicester City,en su primera temporada no tuvo muchas oportunidades,pero en la siguiente temporada con Claudio Ranieri fue parte de ese histórico equipo titular que se alzó con la premier league esa temporada.En la actualidad Albrighton es un jugador que a veces es titular,pero debido a su veteranía suele entrar desde el banco.

## Estadísticas

### Clubes
Actualizado al último partido disputado en su carrera.
| Club                                  | Div.          | Temporada     | Liga  | Liga  | Copas nacionales | Copas nacionales | Copas internacionales | Copas internacionales | Total | Total |
| Club                                  | Div.          | Temporada     | Part. | Goles | Part.            | Goles            | Part.                 | Goles                 | Part. | Goles |
| ------------------------------------- | ------------- | ------------- | ----- | ----- | ---------------- | ---------------- | --------------------- | --------------------- | ----- | ----- |
| Aston Villa F. C. Inglaterra          | 1.ª           | 2008-09       | 0     | 0     | 0                | 0                | 1                     | 0                     | 1     | 0     |
| Aston Villa F. C. Inglaterra          | 1.ª           | 2009-10       | 3     | 0     | 2                | 0                | 1                     | 0                     | 6     | 0     |
| Aston Villa F. C. Inglaterra          | 1.ª           | 2010-11       | 29    | 5     | 3                | 1                | 2                     | 0                     | 34    | 6     |
| Aston Villa F. C. Inglaterra          | 1.ª           | 2011-12       | 26    | 2     | 3                | 1                | —                     | —                     | 29    | 3     |
| Aston Villa F. C. Inglaterra          | 1.ª           | 2012-13       | 9     | 0     | 2                | 0                | —                     | —                     | 11    | 0     |
| Wigan Athletic F. C. Inglaterra       | 2.ª           | 2013-14       | 4     | 0     | —                | —                | —                     | —                     | 4     | 0     |
| Wigan Athletic F. C. Inglaterra       | Total club    | Total club    | 4     | 0     | 0                | 0                | 0                     | 0                     | 4     | 0     |
| Aston Villa F. C. Inglaterra          | 1.ª           | 2013-14       | 19    | 0     | 2                | 0                | —                     | —                     | 21    | 0     |
| Aston Villa F. C. Inglaterra          | Total club    | Total club    | 86    | 7     | 12               | 2                | 4                     | 0                     | 102   | 9     |
| Leicester City F. C. Inglaterra       | 1.ª           | 2014-15       | 18    | 2     | 2                | 0                | —                     | —                     | 20    | 2     |
| Leicester City F. C. Inglaterra       | 1.ª           | 2015-16       | 38    | 2     | 4                | 0                | —                     | —                     | 42    | 2     |
| Leicester City F. C. Inglaterra       | 1.ª           | 2016-17       | 33    | 2     | 5                | 0                | 9                     | 2                     | 47    | 4     |
| Leicester City F. C. Inglaterra       | 1.ª           | 2017-18       | 34    | 2     | 8                | 0                | —                     | —                     | 42    | 2     |
| Leicester City F. C. Inglaterra       | 1.ª           | 2018-19       | 27    | 2     | 5                | 1                | —                     | —                     | 32    | 3     |
| Leicester City F. C. Inglaterra       | 1.ª           | 2019-20       | 20    | 0     | 8                | 0                | —                     | —                     | 28    | 0     |
| Leicester City F. C. Inglaterra       | 1.ª           | 2020-21       | 31    | 1     | 6                | 1                | 5                     | 0                     | 42    | 2     |
| Leicester City F. C. Inglaterra       | 1.ª           | 2021-22       | 17    | 1     | 4                | 1                | 10                    | 1                     | 31    | 3     |
| Leicester City F. C. Inglaterra       | 1.ª           | 2022-23       | 6     | 1     | 5                | 0                | —                     | —                     | 11    | 1     |
| West Bromwich Albion F. C. Inglaterra | 2.ª           | 2022-23       | 17    | 0     | —                | —                | —                     | —                     | 17    | 0     |
| West Bromwich Albion F. C. Inglaterra | Total club    | Total club    | 17    | 0     | 0                | 0                | 0                     | 0                     | 17    | 0     |
| Leicester City F. C. Inglaterra       | 2.ª           | 2023-24       | 12    | 0     | 6                | 0                | —                     | —                     | 18    | 0     |
| Leicester City F. C. Inglaterra       | Total club    | Total club    | 236   | 13    | 53               | 3                | 24                    | 3                     | 313   | 19    |
| Total carrera                         | Total carrera | Total carrera | 343   | 20    | 65               | 5                | 28                    | 3                     | 436   | 28    |

## Palmarés

### Títulos nacionales
| Título           | Club                 | País       | Año  |
| ---------------- | -------------------- | ---------- | ---- |
| Premier League   | Leicester City F. C. | Inglaterra | 2016 |
| FA Cup           | Leicester City F. C. | Inglaterra | 2021 |
| Community Shield | Leicester City F. C. | Inglaterra | 2021 |
| Championship     | Leicester City F. C. | Inglaterra | 2024 |